# Cláudio Luís da Costa
Cláudio Luís da Costa (Desterro, 28 de setembro de 1798 — Rio de Janeiro, 27 de maio de 1869) foi um médico (parteiro, cirurgião) e escritor brasileiro. Foi cirurgião-mor reformado (1839) do Exército, diretor do Imperial Instituto dos Meninos Cegos (hoje Instituto Benjamin Constant) (de 1856 a 1869) e membro titular, eleito em 1830, da Academia Imperial (hoje Academia Nacional de Medicina).
É o patrono da cadeira 4 da Academia Catarinense de Letras.

## Biografia
Filho legítimo de João Luiz Ignácio da Costa e D. Maria Joaquina de Bittencourt, e irmão de Jeremias Luís da Costa Cláudio Luís da Costa nasceu em Desterro. Viveu em São Paulo e na Bahia, mas foi no Rio de Janeiro onde permaneceu até o fim da vida. Teve 2 filhas,  Olímpia Coriolano (ou Carolina) da Costa e Maria Joaquina da Costa.

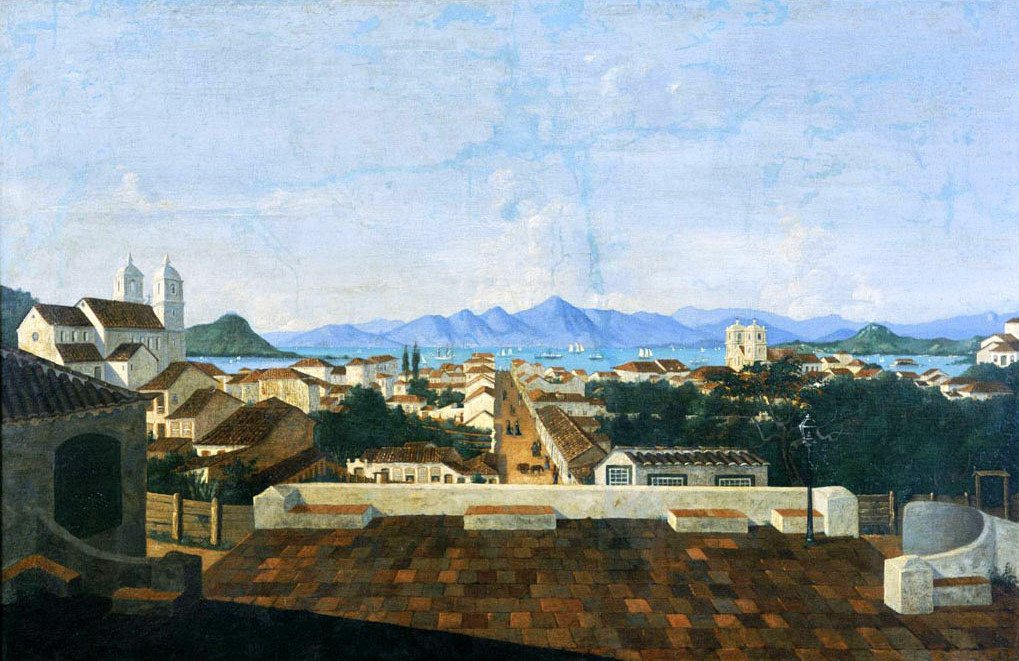
Vista do Desterro, 1847. Museu Victor Meirelles.

Iniciou seus estudos na ilha de Nossa Senhora do Desterro, em seguida, graduou-se pela Escola Médico-Cirúrgica em 1817 e foi atuar na Vila de S. Francisco (BA). Em 1823 mudou-se para capital daquela Província, Salvador, onde em 1826 foi para divisão militar da Imperial Guarda da Polícia da Corte. Em seguida, para uma comissão encarregada de organizar um projeto de reforma do corpo de saúde do Exército.
Em 1830, foi eleito Membro Titular da recém-formada Academia Imperial (hoje Academia Nacional de Medicina). Sua eleição e posse ocorram em 25 de agosto de 1830, sob a presidência de Joaquim Cândido Soares de Meirelles.
Em 1832 criou a Sociedade Philantrópica. com apoio da família Andrada (de José Bonifácio de Andrada e Silva)
Já em Santos, em 1839, se reformou no posto de cirurgião-mor do Exército. Ali, exercia gratuitamente as funções de clínico do Hospital da Santa Casa.
Foi eleito Provedor (posto ocupado primeiramente por Brás Cubas.) e, em homenagem a toda sua dedicação, foi colocado seu retrato a óleo na sala do Consistório da Irmandade
Depois de anos em Santos, regressou ao Rio de Janeiro, onde concluiu seus estudos de Medicina na Academia Médico-Cirúrgica. Para a defesa de tese e obtenção do diploma de doutor, que lhe foi concedido com notas brilhantes em 3 de dezembro de 1849. Em 15 de outubro de 1856, por decreto do Governo Imperial, foi nomeado diretor do Imperial Instituto dos Meninos Cegos.

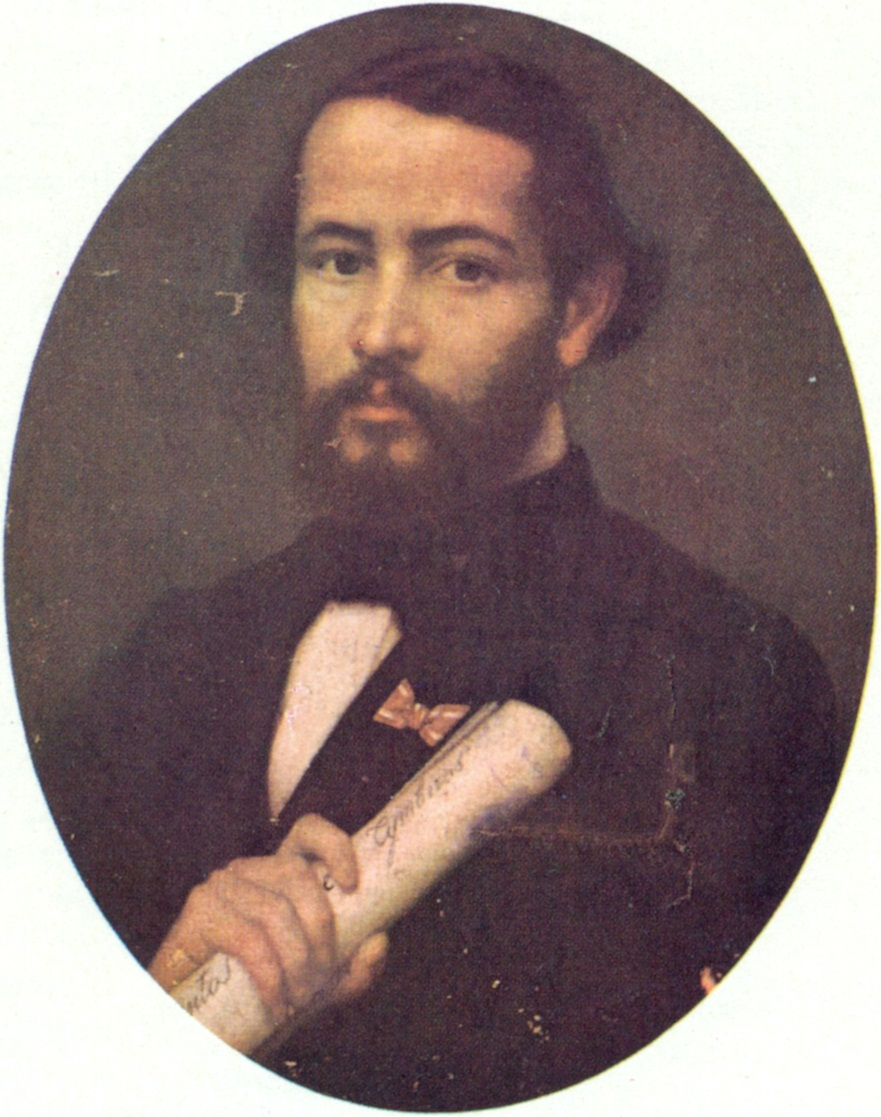
Gonçalves Dias, esposo de Olímpia Coriolano (ou Carolina) da Costa Gonçalves Dias, filha de Cláudio Luís da Costa.

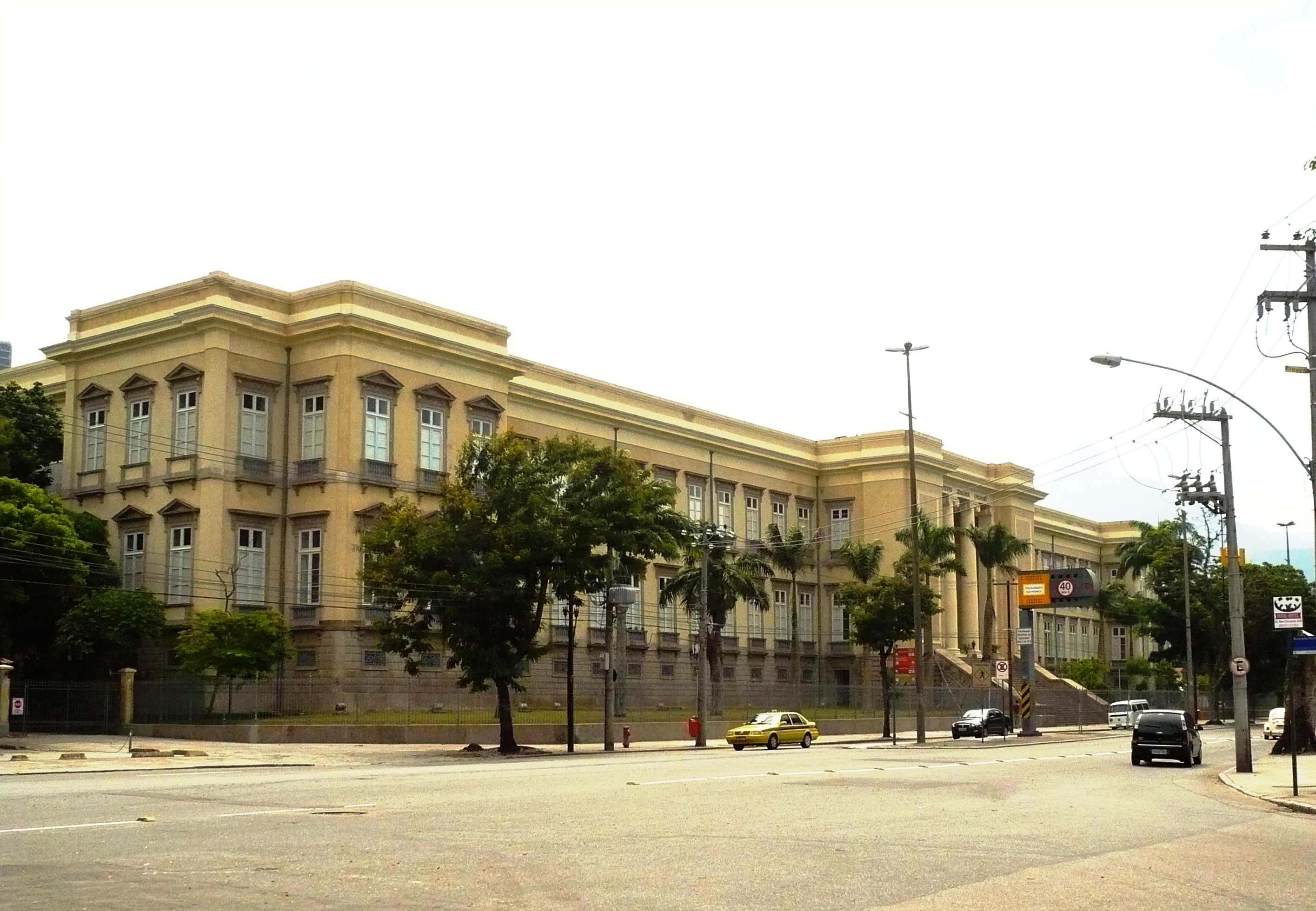
Instituto Benjamin Constant, Urca, Rio de Janeiro, RJ, Brasil.

Benjamin Constant, esposo de Maria Joaquina Botelho de Magalhães (1848 -1921), filha de Cláudio Luís da Costa.

O Imperial Instituto dos Meninos Cegos foi criado em 1854 pelo Imperador D. Pedro II, com o objetivo de se dedicar ao ensino de crianças cegas (meninos e meninas). Cláudio Luís da Costa foi diretor do Instituto no período de 1856 a 1869. Foi ele quem, em 1862, convidou Benjamin Constant a lecionar na escola, após seu retorno da Guerra do Paraguai e afastado de suas atividades profissionais devido à malária contraída durante a guerra. Com este convite acabou por unir sua filha, Maria Joaquina, ao novo professor. Maria Joaquina tinha apenas 15 anos de idade (16 de abril de 1848 - 22 de abril de 1921) quando se casou com o engenheiro e estadista fluminense Benjamin Constant. Desta união, nasceram 8 dos netos de Cláudio Luís da Costa: Aldina (1864-1938), Adozinda (1866-1942), Alcida (1869-1957), Leopoldo (1870-71), Benjamin (1871-1901), Bernardina (1873-1928), Claudio (1875-78) e Araci (1882-1961) 
Em 1852, a filha Olímpia Coriolano (ou Carolina), casa-se com o poeta maranhense Antônio Gonçalves Dias. O casal faz viagem para Europa (1854 - 1858). Em 20 de novembro de 1854, nasce a neta de Cláudio Luís da Costa e única filha do casal, Joanna, em Paris. Olímpia e Joanna retornam ao Rio de Janeiro para tentar amenizar os problemas de saúde da pequena. Em 24 de agosto de 1856, Joanna falece por complicações devido a pneumonia adquirida na Europa. O casamento de Olímpia e Gonçalves Dias termina naquele mesmo ano.
Cláudio Luís da Costa morreu em 27 de maio de 1869 no Rio de Janeiro.

## Academia Catarinense de Letras
É patrono da cadeira 4 da Academia Catarinense de Letras.

## Academia Nacional de Medicina
Foi eleito Membro Titular da Academia Nacional de Medicina em 1830, apresentando a memória intitulada “Entosoários Intestinais”. Foi Tesoureiro-Arquivista em 1831 e novamente no período entre 1851 e 1857.

## Representações na cultura
Em sua homenagem, logradouro “Rua Doutor Cláudio Luiz da Costa” no bairro Itararé, na cidade de São Vicente, São Paulo.